# Flakbatterie Raederschleuse

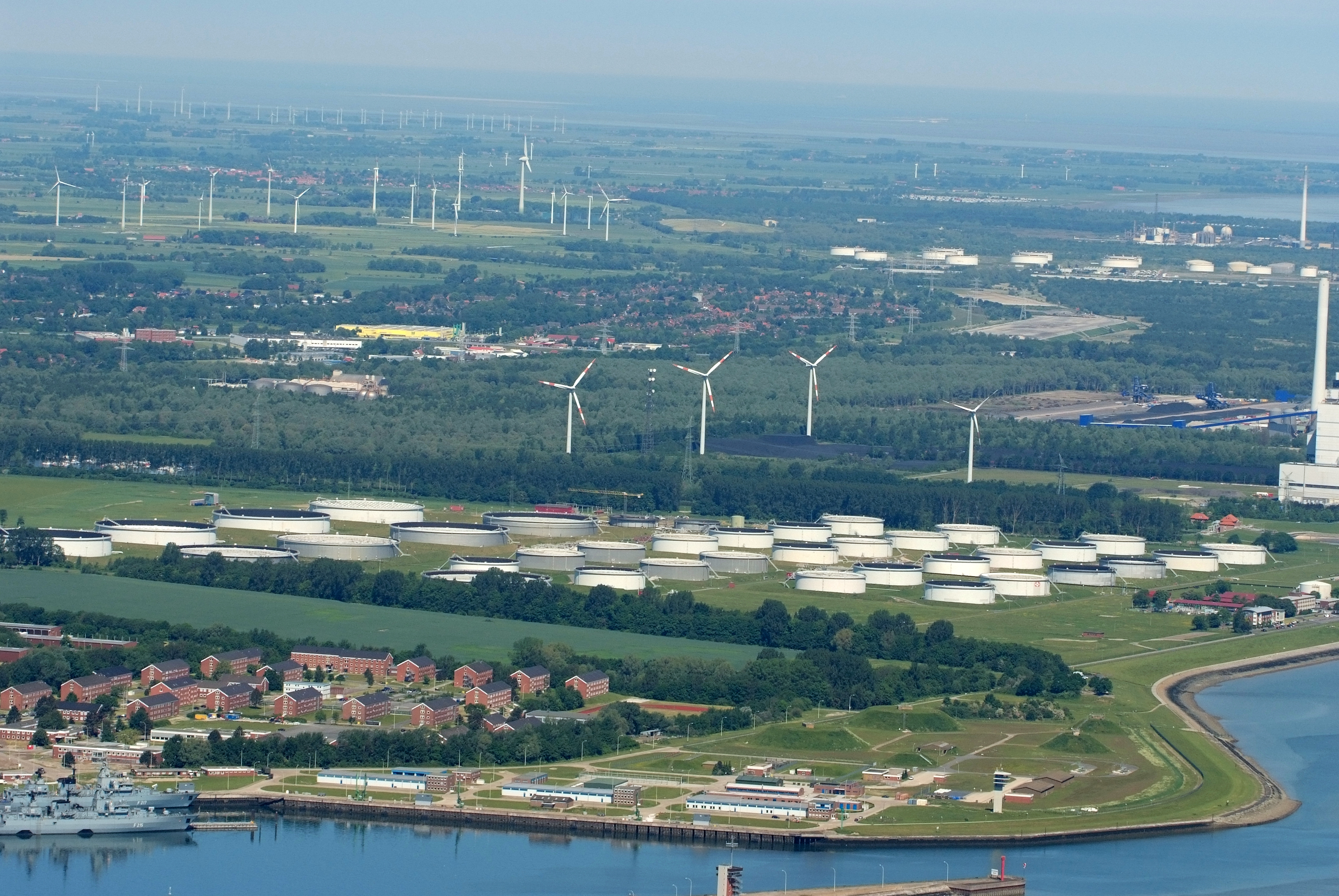
Die Flakbatterie befand sich an der heute als „Rüstringer Berg“ bezeichneten Stelle zwischen Meer und Bäumen beim rechten Bildausschnitt.

Die schwere Flakbatterie Raederschleuse war im Zweiten Weltkrieg eine verbunkerte Stellung der Marine-Flak in Wilhelmshaven.

## Lage und Aufbau
Die Batterie wurde nördlich der Seeschleuse Wilhelmshaven gebaut, die zur Zeit noch „Raederschleuse“ genannt wurde. Sie lag auf dem Heppenser Seedeich, der für die Batterie verbreitert wurde. Sie bestand aus vier Geschützbettungen und einem Leitstand, die in den Boden eingelassen waren und über eine unterirdische Bunkeranlage verbunden waren. Nach Norden und Süden war die Batterie durch zwei leichte Flakbunker abgesichert. Auf dem Flakbunker 2 befand sich eine 2-cm-Waffe. Beim Flakbunker 1 lag die unterirdische Zentrale der Anlage. 100 Meter nördlich gab es einen zweiten Leitstand in einem Hochbunker. Behelfsmäßig errichtete Holzunterkünfte lagen halb im Boden eingelassen, ringförmig um die Bettungen. Aus Gründen der Sicherheit wurde der Munitionsbunker 120 Meter südlich der Batterie angelegt. Bei dem zweiten Flakbunker befand sich ein behelfsmäßig errichtetes Wirtschaftsgebäude, das die Küche und den Gemeinschaftsraum beherbergte.

## Organisatorische Eingliederung

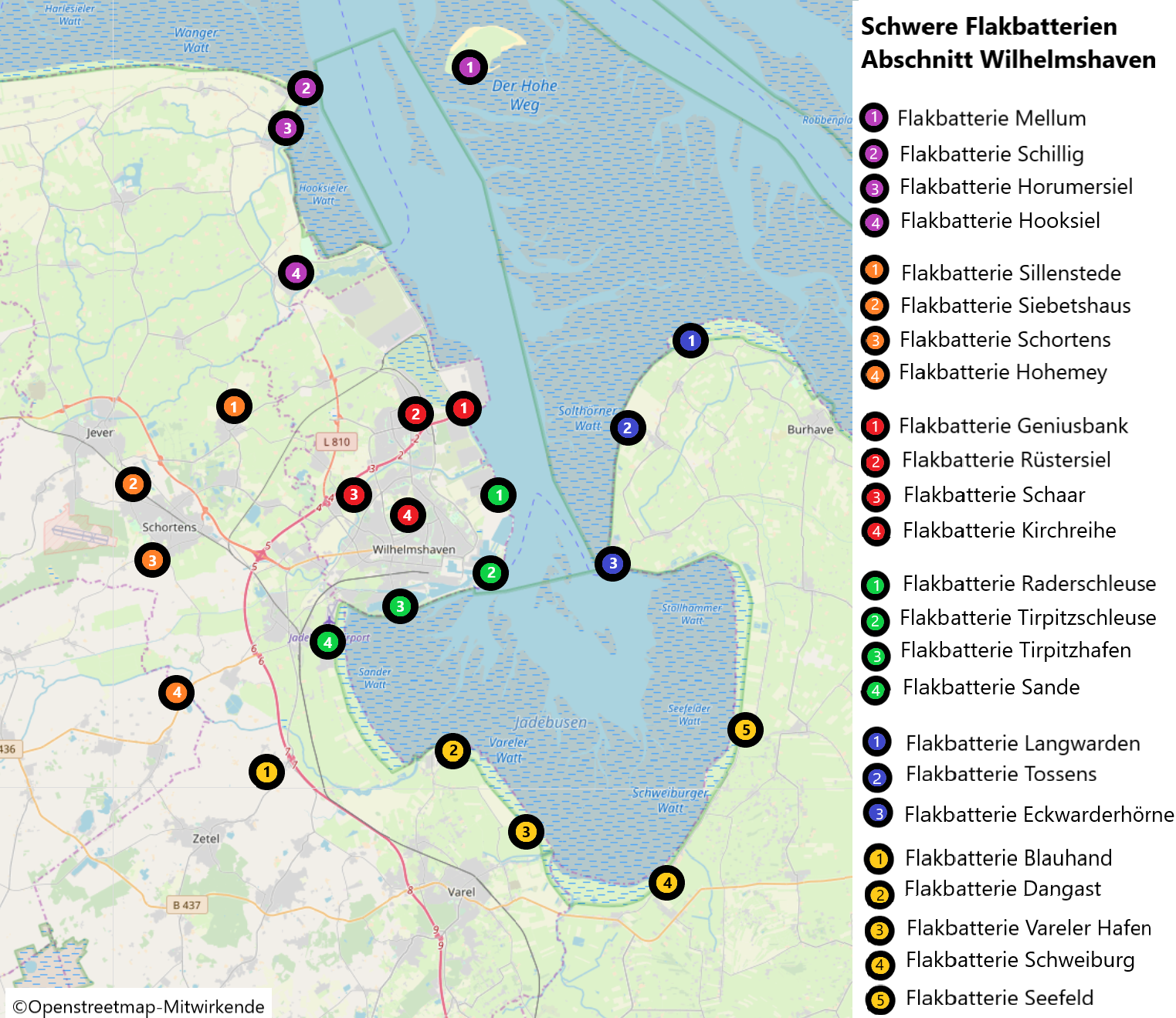
Position der Flakbatterien im Abschnitt Wilhelmshaven

Für die Küstenverteidigung war der Küstenbefehlshaber Deutsche Bucht verantwortlich. Die Batterie gehörte als Teil der II. Marineflakbrigade zum Abschnitt Wilhelmshaven. Die Flakbatterie gehörte zur Marineflakabteilung 232, deren Flakuntergruppenkommando Hafen in der Westwerft lag. 

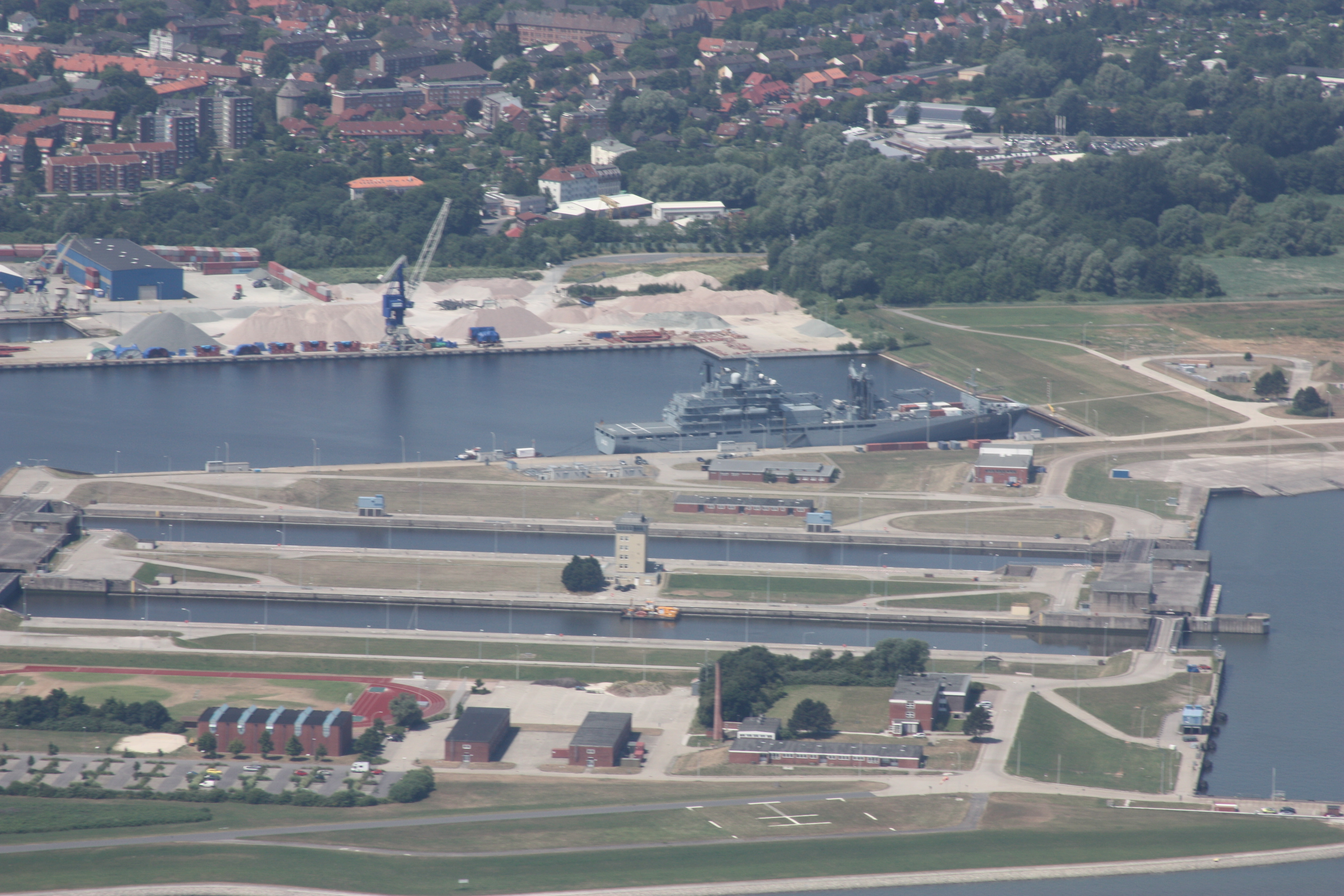
Seeschleuse Wilhelmshaven, ehemals Raederschleuse.

## Geschichte

### Bau
Im Sommer 1941 begannen die Bauarbeiten für die Flakbatterie Raederschleuse. Der Rohbau der Anlage war im Herbst 1942 fertiggestellt worden, der Ausbau wurde dann jedoch gestoppt. Erst als die Marineflakabteilung 232 wiederaufgestellt wurde, sollte die Batterie gefechtsklar gemacht werden. Zu Beginn des Dezember 1943 begannen die nötigen Arbeiten am Ausbau des Leitstand 2 und der Zentrale, die bereits einen Monat später abgeschlossen waren.
Zur gleichen Zeit wurde auch die Batterie Hohemey von 10,5-cm-Flakgeschützen auf Flak 40 M mit Kaliber 12,8-cm umgerüstet. Aus dieser Batterie wurde im Januar 1944 ein großer Teil der Besatzung zur Batterie Raederschleuse verlegt. Ebenfalls zeitgleich verlegte man die 10,5-cm-Geschütze der Batterie Siebetshaus zur Raederschleuse. Zwei der Geschütze waren am 28. Januar 1944 gefechtsklar, die anderen beiden folgten am nächsten Tag. Da der erste Leitstand nicht ausgebaut wurde, nutzte man diesen als Ausguck.

### Betrieb
Am 3. Februar 1943 wurden Teile der Flakbatterie Raederschleuse bei einem Angriff auf Wilhelmshaven getroffen. Das Personal der Batterie setzte sich aus dem Personal der Batterien Hohemey und Tirpitzhafen zusammen. Die Deckenschilde für die Geschütze wurden im Februar 1944 nachgerüstet. Abgesehen von einigen Offizieren und technischen Spezialisten, erhielt der größte Teil des Personals im September 1944 die Abkommandierung an die Front. Wenig erfahrene 17- bis 18-jährige Angehörige des Reichsarbeitsdienstes ersetzten das Personal.

### Nachkriegszeit – „Rüstringer Berg“
Nach dem Krieg wurden die Richtmittel und die Geschütze abgebaut und verschrottet. Die Geschützbunker und Bettungen wurden im Januar 1946 von kanadischen Truppen gesprengt. In dem Wirtschaftsgebäude der Batterie fand sich später das Lokal „Oase“ ein, das eine große Bekanntheit in Wilhelmshaven hatte. Es wurde Anfang der 1990er abgerissen. Die überschütteten Bunkerreste am Deich sind heute als Rüstringer Berg bekannt und ein beliebter Aussichtspunkt. Die im Jahr 1977 errichtete Aussichtsplattform mit Pavillon hat ein Kupferdach, das zuvor auf dem in den 70er Jahren abgebrochenen Gebäude der Paketpost in der Ebertstraße stand. Der heutige Parkplatz befindet sich auf dem Standort der ehemaligen Baracken.